# Egzarchat łucki
Egzarchat łucki (ukr. Луцький екзархат, łac. Luceoriensis Ucrainorum) – egzarchat Ukraińskiego Kościoła greckokatolickiego, ustanowiony 15 stycznia 2008, jako kontynuacja istniejącej w latach 1596-1839 eparchii łucko-ostrogskiej. 
Pierwszym egzarchą został Jozafat Ołeh Howera.
Katedra - sobór Narodzenia Przenajświętszej Bogurodzicy w Łucku, fundatorem jest archiprezbiter biskupi, ks. Roman Begej (od 1992 do 2021 roku).